# Beltinška banda
Beltinška banda je slovenska etno-folk glasbena zasedba iz Prekmurja. Leta 1983 je nastala iz Kociper-Baranja bande.
Bando so ustanovili Miško Baranja, brata Kociper, Anton Rajnar, Rudi Horvat in Darja Žalik, skozi delovanje pa se je pridružilo in odšlo več članov. Današnji sestav zasedbe je že druga in tretja generacija, najstarejši član je vokalist Milan Kreslin.

## Člani

#### Ustanovni člani
- Miško Baranja, cimbale
- Jožef Kociper, kontrabas
- Janči Kociper, violina
- Anton Rajnar, klarinet
- Rudi Horvat, druga violina
- Darja Žalik, vokal

#### Pridruženi člani
- Vlado Kreslin, vokal
- Samo Budna, violina
- Štefan Banko – Pišta, klarinetist
- Milan Kreslin, vokal
- Katarina Kreslin, vokal
- Marica Maučec, vokalIistka

## Diskografija
- Ljudska glasba iz Prekmurja (1987)[2]
- Spominčice (1992)
- Najlepša leta našega življenja (1993)
- Pikapolonica (1996)[3]